# Nuage de Smith

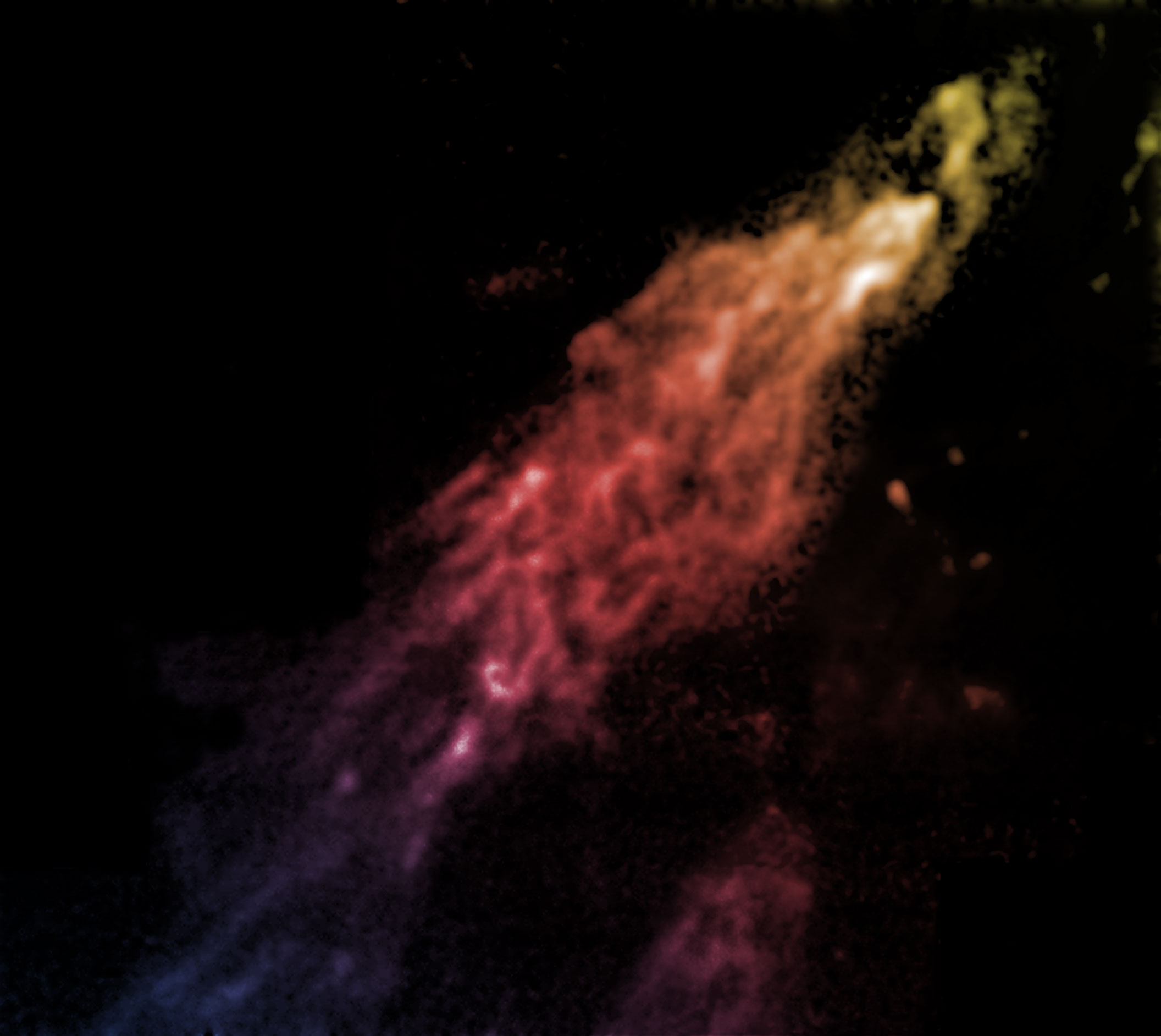
Nuage de Smith

Le nuage de Smith est un nuage de gaz à grande vitesse d'une masse un million de fois supérieure à celle du Soleil. Il se déplace en direction de la Voie lactée à 870 000 kilomètres par heure et devrait entrer en « collision » avec cette dernière dans environ 27 millions d'années.

## Description
Le nuage de Smith a été découvert dans les années 1960. Il serait originaire de régions situées à quelques milliards d'années-lumière. Cette provenance lointaine a été déterminée par Jay Lockman et son équipe du National Radio Astronomy Observatory. Ils ont pour cela utilisé le télescope de Green Bank en Virginie-Occidentale (États-Unis) afin d'observer le nuage. Le résultat a été annoncé à la mi-février 2015. Cependant des travaux plus récents (2016) reposant sur la détermination précise de sa composition chimique (et en particulier sa teneur en soufre) indiquent que le nuage se serait en fait formé en périphérie de la Voie lactée avant d'en être éjecté il y a environ 70 millions d'années selon un mécanisme encore inexpliqué. 
Il se déplace en direction de la Voie lactée à la vitesse de 870 000 kilomètres par heure. Il devrait entrer en collision avec la Voie lactée dans environ 27 millions d'années.